# Mary Astor

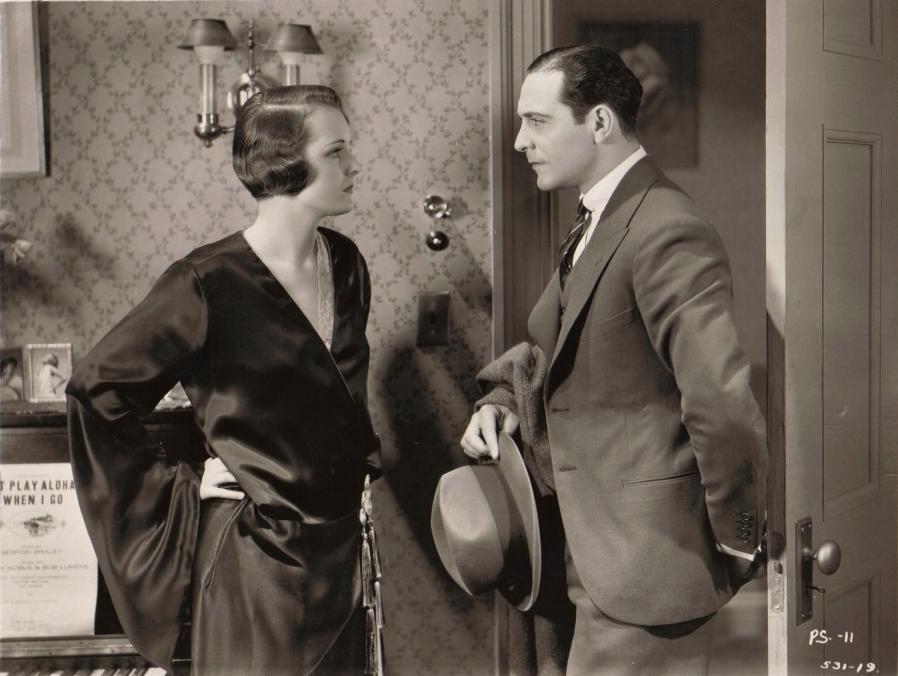
Mary Astor junto junto a Ricardo Cortez en la película de 1931 Behind Office Doors.

Mary Astor (nacida Lucile Vasconcellos Langhanke; Quincy, Illinois, 3 de mayo de 1906-Los Ángeles, 25 de septiembre de 1987) fue una actriz de cine estadounidense, recordada principalmente por su papel como Brigid O'Shaughnessy en El halcón maltés (1941). Comenzó su carrera en el cine mudo siendo todavía adolescente a principios de la década de 1920.
Su carrera casi se destruyó debido a dos escándalos en la década de 1930; sus padres la demandaron reclamando apoyo financiero y más tarde fue tachada de adúltera por su exmarido durante el juicio por la custodia de su hija (donde se demostró que lo engañó con el comediógrafo George S. Kaufman). Tras superar los escollos en su vida privada, alcanzó mayor éxito en la pantalla y  ganó un Óscar como mejor actriz de reparto por su actuación en La gran mentira (1941).
Estuvo contratada por la Metro-Goldwyn-Mayer la mayor parte de la década de 1940 y continuó trabajando en cine, televisión y teatro hasta su retiro en 1964. Fue autora de cinco novelas y también escribió su autobiografía, A Life on Film, que fue un éxito en ventas y sería su último libro.
El director Lindsay Anderson escribió sobre ella en 1990, «cuando dos o tres que aman el cine se reúnen, siempre surge el nombre de Mary Astor y todos coinciden en que era una actriz de especial atractivo, cuya intensidad y realismo siempre parecen iluminar los papeles que interpretó».

## Primeros años
Mary Astor, cuyo nombre verdadero era Lucile Vasconcellos Langhanke, nació el 3 de mayo de 1906 en Quincy, Illinois; fue la hija única del matrimonio formado por Otto Ludwig Langhanke y Helen Marie de Vasconcellos.  Su padre nació en Berlín y emigró de Alemania a los Estados Unidos en 1891; su madre nació en Jacksonville, Illinois y era de ascendencia irlandesa y portuguesa.
El padre de Astor fue profesor de alemán en la Quincy High School hasta que los Estados Unidos entraron en la Primera Guerra Mundial y después se dedicó a actividades agrícolas. La madre, que siempre quiso ser actriz, enseñaba teatro y dicción. Astor fue educada en casa y su padre le enseñó a tocar el piano. Su talento para el piano resultó útil cuando tuvo que interpretar algunas melodías en las películas La gran mentira y Cita en San Luis.
En 1919 se presentó a un concurso de belleza y quedó entre las finalistas.
Al año siguiente se presentó a un nuevo certamen. Su padre, viendo las posibilidades de triunfar de su hija, decidió trasladar a toda la familia hasta Nueva York para poder potenciar así la carrera de su hija. Lucille firmó un contrato con la Paramount y cambió su nombre por el de Mary Astor.
Debutó con un pequeño papel en la película muda Sentimental Tommy (1921). Su primer papel importante fue en John Smith (1922) tras la cual la familia se trasladó a Hollywood. Firmó un nuevo contrato con la Paramount que le garantizaba un sueldo de 500 dólares a la semana.
El célebre actor John Barrymore vio una fotografía de Astor y quiso que la joven trabajara en su nueva película, El árbitro de la elegancia (Beau Brummel, 1924). La película, uno de los clásicos indiscutibles del cine mudo estadounidense, lanzó a Mary Astor a la fama. Sirvió también para que la actriz y Barrymore iniciaran una sonada relación sentimental. Trabajó de nuevo junto al actor en otra película legendaria: Don Juan (1926, Alan Crosland), donde se hicieron los primeros ensayos serios del cine en color.

## Cine sonoro
La llegada del cine sonoro provocó un parón en la carrera de la actriz. Los estudios consideraron que su voz era demasiado profunda para la pantalla y dejaron de ofrecerle papeles. Mary decidió tomar clases de canto y de entrenamiento de voz. Su carrera se encarriló de nuevo a partir de 1930 cuando protagonizó Ladies Love Brutes junto al actor Fredric March.
Su vida se vio envuelta en el escándalo a raíz de su divorcio de su segundo esposo, Franklyn Thorpe. Thorpe acusó a la actriz de haberle sido infiel con el escritor y dramaturgo George S. Kaufman y aportó como prueba el diario personal de la actriz. El juez encargado del caso decidió que el diario formaba parte de la vida personal de Mary Astor y ordenó su destrucción sin permitir que se hiciera público su contenido. 
La carrera de la actriz no se vio afectada por este escándalo y siguió protagonizando películas de éxito como El prisionero de Zenda (The Prisoner of Zenda) (1937, John Cromwell), junto a Ronald Colman o Huracán sobre la isla (The Hurricane) (1937, John Ford).
El papel más conocido de Mary Astor tal vez sea el de Brigid O'Shaunessy en la película de John Huston El halcón maltés (The Maltese Falcon) (1941). En este film, la actriz se vio inmortalizada en su papel de mujer aparentemente desprotegida gracias a su sensible actuación y a la vulnerabilidad que transmite ante la cámara. Otro papel destacado en su carrera fue en el film La gran mentira (The Great Lie, 1941, Edmund Goulding) que le valió el premio Óscar a la mejor actriz de reparto.
Tras este reconocimiento, y algún título más de éxito como Sobre el Pacífico (Across the Pacific, 1942, John Huston, su carrera comienza a centrarse más en papeles secundarios: Así llegan títulos tan famosos como Cita en San Louis (Meet Me In St. Louis) (1944, Vincente Minnelli) en la que hace de madre de Judy Garland, Act of Violence (1948, Fred Zinnemann), junto a Van Heflin o Mujercitas (1949, Mervyn LeRoy), donde es la abnegada madre de las cuatro hermanas. 
Aunque no se retiró completamente del cine, en la década de los años 50 su carrera se dirigió más hacia el teatro. Así, su papel más relevante en esta década en la pantalla es en una comedia poco distinguida de Blake Edwards: This Happy Feeling, estrenada en 1958. En 1961 intervino en la película Regreso a Peyton Place (Return to Peyton Place). Su última intervención para la gran pantalla fue en 1964 en la estupenda cinta de terror psicológico Canción de cuna para un cadáver de Robert Aldrich junto a Bette Davis, Joseph Cotten, Eva May, Agnes Moorehead y Olivia de Havilland.
Según su hija, Marylyn, Mary no hablaba mucho sobre la fe. Su madre era una persona reservada. De ella, recordaba su devoción a la Virgen: "Se que siempre rezaba el rosario", que colocaba sobre la lamparilla de noche. El padre Padraic Loftus, sacerdote de San Mel (1974-1980), la recuerda asistiendo a Misa en la capilla John Ford, donada por el afamado director. Él le administró los últimos sacramentos cuando los achaques se intensificaron.
Astor murió el 25 de septiembre de 1987, a los 81 años, de una insuficiencia respiratoria debido a un enfisema pulmonar, mientras que era un paciente en el hospital en el complejo de Casa Motion Picture. Está enterrada en el cementerio Holy Cross, en Culver City.

## Premios y distinciones
Premios Óscar
| Año  | Categoría               | Película        | Resultado |
| ---- | ----------------------- | --------------- | --------- |
| 1942 | Mejor actriz de reparto | La gran mentira | Ganadora  |